# María Isabel (série télévisée, 1997)
Pour la chanteuse espagnole, voir María Isabel.
María Isabel est une telenovela mexicaine diffusée entre le 4 août 1997 et le 23 janvier 1998 sur Canal de las Estrellas.

## Synopsis
María Isabel est une jeune femme d'origine indienne, belle et généreuse, qui a pour mission d'élever Rosa Isela, la fille orpheline de son seul véritable ami décédé.
Elle trouve un emploi chez Ricardo Mendiola, un riche veuf, et sa jeune fille, Gloria. La gentillesse et le respect de Ricardo amènent Maria Isabel à tomber amoureuse de lui, même si elle garde ce sentiment secret pendant de nombreuses années.
Cependant Gloria influence Rosa Isela de façon qu'elle ait honte de sa mère "indienne". L'enfant ingrate abandonne Maria Isabel pour vivre avec son grand-père riche, sans même un mot de remerciement.
Ricardo, réalisant enfin qu'il est amoureux de Maria Isabel, lui demande de devenir sa femme. Mais leur bonheur est de courte durée et le couple aura de nombreux obstacles à surmonter avant de pouvoir trouver le bonheur...

## Distribution
- Adela Noriega : María Isabel Sanchez Riobueno
- Fernando Carrillo : Ricardo Mendiola Zúñiga
- Lorena Herrera : Lucrecia Fontaner
- Patricia Reyes Spíndola : Manuela Rojas López
- Lilia Aragón : Rosaura Méndez Larrea
- Jorge Vargas : Don Félix Pereyra
- José Carlos Ruiz : Pedro
- Mónica Miguel : Chona
- Alejandro Aragón : Leobardo Rangel
- Raúl Araiza Herrera : Andrés
- Emoé de la Parra : Deborah Serrano
- Sabine Moussier : Mireya Serrano
- Juan Felipe Preciado : Rómulo Altamirano
- Rodrigo Vidal : Gilberto
- Roberto Ballesteros : Armando Noguera
- Jorge Salinas : Rubén
- Polo Ortín : Ministerio Vilchis
- Guillermo Aguilar : Dr. Rivas
- Isabel Martínez : Chole
- Javier Herranz : José Luis
- Angelina Peláez : Micaela
- Ilse : Graciela Pereyra
- Charlie : Nicolás
- Susana González : Elisa de Mendiola
- Valentino Lanús : Antonio Altamirano
- Omar Alexander : Anselmo
- Ángeles Balvanera : Panchita
- Eduardo Benfato : Filiberto
- Paty Bolaños : Abundia de Altamirano
- Marcelo Buquet : Cristóbal
- Mariana Brito : Licha
- Wilson Cruces : Genaro
- Jorge Esma : Remigio
- José Antonio Estrada : Chino
- Paola Flores : Lupe
- Rocío Gallardo : Felicitas
- Juan Goldaracena : Darío
- Susana Lozano : Olivia
- Julio Monterde : Dr Carmona
- Alexander Rey : Sixto
- Mauricio Portela : Torito
- Fátima Torre : Maria Isabel (enfant)
- Naydelin Navarrete : Graciela Pereyra (enfant) / Rosa Isela (10 ans)
- Ximena Sariñana : Rosa Isela (13 ans)
- Paola Otero : Gloria Mendiola
- Violeta Isfel : Gloria Mendiola (10 ans)
- Andrea Lagunes : Gloria Mediola (6 ans)
- Natalia Juárez : Rosa Isela (bébé)
- Ana Luisa Peluffo : Iris
- Bertha Moss : Eugenia
- Yadhira Carrillo : Josefina
- Sergio Basañez : Gabriel
- Abraham Ramos : Ramón
- Aurora Clavel : Amargura
- Amira Cruzat : Nora
- Miguel Zaragoza : Jacinto
- Sara Monar : Margarita
- Arturo Paulet : Carlos
- Carlos Osiris : Ratas
- Rafael Rojas : Rigoberto
- Guillermo Rivas : Père Salvador
- Patricia Martínez : Matilde
- Tania Vázquez : Sonia
- Carlos López Estrada : Pedrito
- Magda Guzmán : directeur
- Cosme Alberto
- José Ignacio
- Andrea Torre : lami de Gloria
- Ernesto Laguardia : Luis Torres

## Diffusion
- Canal de las Estrellas (1997-1998)

### Sources
- (es) Cet article est partiellement ou en totalité issu de l’article de Wikipédia en espagnol intitulé « María Isabel (telenovela de 1997) » (voir la liste des auteurs).